# Kenneth Noland
Kenneth Noland (Asheville, 10 de abril de 1924 - 5 de enero de 2010) fue un pintor abstracto estadounidense, uno de los más importantes cultivadores del estilo color field. También, en los años cincuenta practicó el expresionismo abstracto y en los sesenta el minimalismo.

## Biografía
Entre 1946 y 1948, Noland asistió a clases del Black Mountain College. Se identifica como un expresionista abstracto. Amigo de Morris Louis, ambos adoptaron la técnica de Helen Frankenthaler que dejaba que la pintura acrílica chorrease sobre la tela.
Trabaja con pintura acrílica aplicada directamente sobre el lienzo, con lo que crea obras en las que los brillantes colores yuxtapuestos producen un sentido de vibración óptica.
Sus principales temas son círculos concéntricos, galones, rombos y largas listas paralelas, dejando a menudo grandes espacios de lienzo en blanco como parte integrante de la composición.
Se interesa por la adaptación de las zonas de color a los límites del marco del cuadro.
En cuanto a los formatos de sus obras, destacan los diagonales y los enormes lienzos rectangulares a base de franjas de color superpuestas.